# Horní Planá
Horní Planá là một thị trấn thuộc huyện Český Krumlov, vùng Jihočeský, Cộng hòa Séc.